# Recinto amurallado de Salardú
El Recinto amurallado de Salardú constituye un conjunto de murallas defensivas medievales en ruinas, situadas en Salardú, municipio de Alto Arán, en el Valle de Arán, declaradas Bien Cultural de Interés Nacional.

## Descripción
El castillo de Salardú junto con la iglesia de San Andrés se sitúa encima del monte que domina la confluencia de los ríos ríos Unhola y Garona, y por lo tanto en el Camino Real de entrada al Valle de Arán por el puerto del Pallars o La Bonaigua, o bien por otros puertos. Esta situación estratégica explica que desde tiempos remotos el lugar fuera fortificado y residencia de un alcalde real. Aun así solo conserva la torre campanario de la iglesia que, igual que en Artiés, Viella y Vila, hacía funciones de torre maestra o de homenaje, y el contramuro con la base de una torre del ábside adosado al talud septentrional que nivela el terreno del recinto.

### El castillo de Salardú
El recinto del castillo era de planta cuadrada, tenía muralla y contramuralla, la primera con un portal al este y la otra con un portal en el sur. Estos estaban defendidos por dos torres de defensa y la torre del homenaje en el patio de armas —actual campanario de la iglesia de san Andrés según descripción de Francisco de Gracia—; así como los flancos de la muralla, de los cuales solo se conservan los escombros correspondientes al extremo nordeste, que es de planta semicircular y está cerca del ábside de la iglesia.

### La iglesia de San Andrés
La iglesia parroquial de San Andrés, situada en la parte alta de la villa, está precedida por una terraza cerrada por un muro que forma una plaza, el antiguo patio de armas del castillo.

## Historia
Antiguamente la villa de Salardú estaba fortificada. En su frente, por la parte de levante, presentaba una gruesa muralla con bastiones y torreones de defensa que protegían la puerta llamada del Pallars, pequeño portal del siglo XIII de arco apuntado, desaparecido. En la parte alta se levantaban el castillo y la iglesia en el borde de los acantilados que recluyen la honda ribera del río Unyola.

## Excavaciones

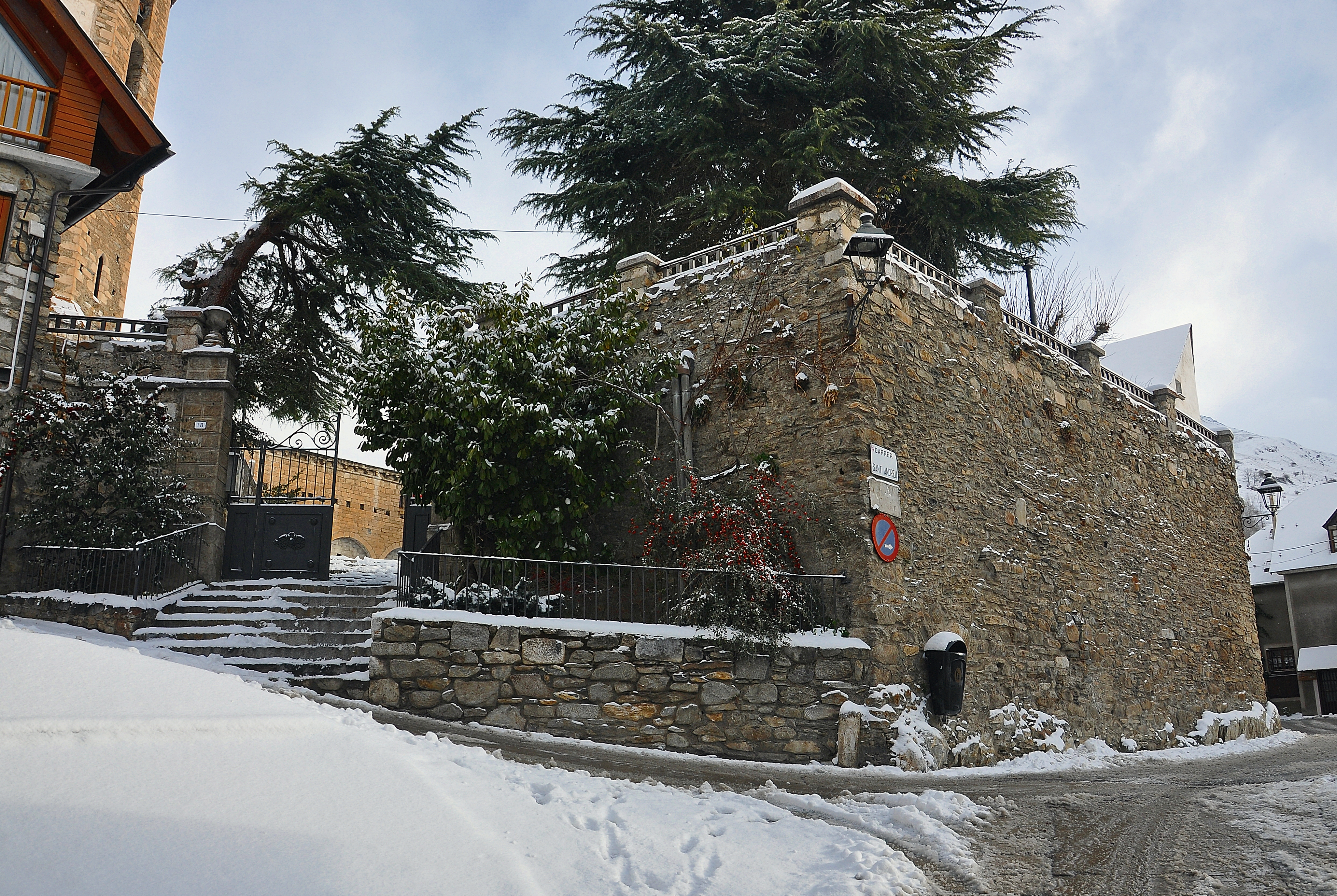
Vista general de la terraza cerrada por un muro, que corresponde al antiguo patio de armas del castillo de Salardú

En los meses de julio y agosto de 1987, se realizaron unas excavaciones motivadas por el peligro en que se ponían los restos arqueológicos al efectuar un drenaje por la humedad alrededor de la iglesia. Esta excavación se centró en diferentes sectores: junto a la puerta, entre los dos contrafuertes, entre el contrafuerte de poniente y el campanario, entre la sacristía y el contrafuerte de levante, junto al ábside, en la pared norte del templo y al nordeste del edificio, en la torre del castillo. Los sectores segundo, tercero y quinto fueron abandonados y se abrió otro en la pared de valla que, hacia el sur, delimita el recinto parroquial. Entre la puerta y el contrafuerte de levante y también en la zona absidial, se descubrió una necrópolis con tumbas de cista excavadas en la roca del siglo XII y XIII, formada por sepulturas excavadas en la roca y por cajas de losas dispuestas paralelamente al corte de la roca. Algunos entierros correspondían a individuos infantiles. La aparición de tumbas mixtas es anecdótica, no se sabe si se trataría de una novedad tipológica o seria, simplemente, una solución práctica. También se limpiaron y se delimitaron los restos de la torre situada al nordeste de la iglesia y parte del paramento de la muralla hecha con sillares bastante irregulares. Se confirmó la planta cuadrangular del castillo y que sus dimensiones coincidían con las de la plaza de la iglesia.
Se puso al descubierto un pavimento hecho con pequeñas piezas de granito y pizarra, formando un dibujo de espiga, en el sector comprendido entre la puerta de acceso y el contrafuerte de levante, y restos de estructuras aproximadamente del siglo XV.